# Frontul al III-lea Ucrainean

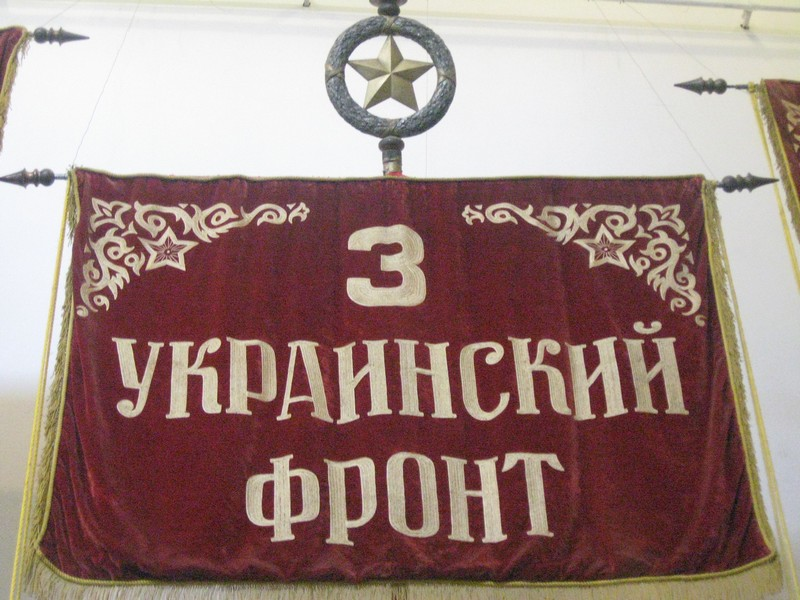

Frontul al III-lea Ucrainean (în rusă Третий Украинский фронт) a fost unul dintre fronturile Armatei Roșii (sovietice) în timpul celui de-al Doilea Război Mondial. În acest context, termenul „front” semnifică un grup de armate, nu se referă la frontul propriu-zis de luptă.

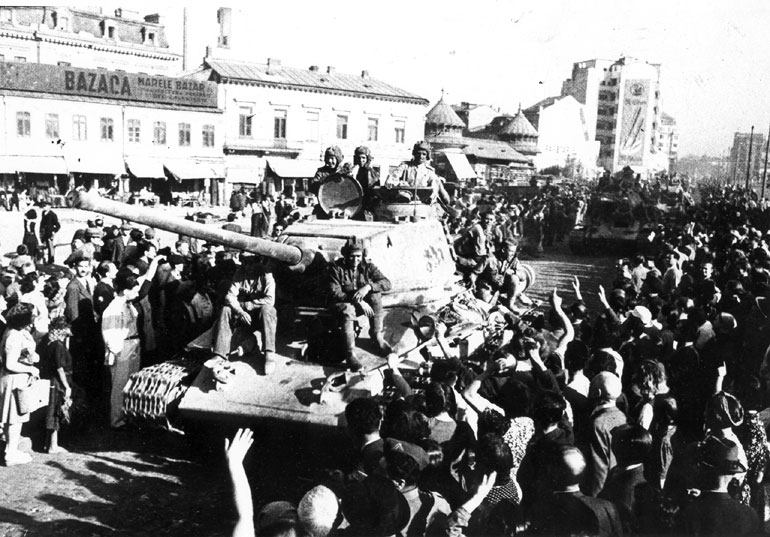
Trupele celui de-al treilea front ucrainean intră în București la 31 august 1944.

## Istorie
A fost fondat la 20 octombrie 1943 prin redenumirea Frontului de Sud-Vest (în rusă Юго-Западный фронт). A fost desființat la 15 iunie 1945 pe baza directivei Cartierului Suprem al Comandamentului din 29 mai 1945, administrația de teren a frontului a fost reorganizată în administrația Grupului de Forțe din Sud (în rusă: Южная группа войск), acesta fiind staționat temporar pe teritoriul Bulgariei și României (1945-1947) și Ungariei (1956-1991).
În componența Frontului al III-lea Ucrainean au fost incluse inițial Armata de Gardă 1 și a 8-a, Armata a 6-a, a 12-a, a 46-a și Armata Aeriană a 17-a.
Ulterior, a inclus Armata a 6-a de șoc, Armata a 4-a și a 9-a de Gardă, Armata a 26-a, a 27-a, a 28-a, a 37-a, a 57-a, Armata a 6-a de Gardă de Tancuri, precum și Armata 1, a 2-a și a 4-a Bulgară. Subordonată din punct de vedere operațional îi era Flotila Navală Dunăreană (în rusă Дунайская военная флотилия) a Marinei Militare Sovietice, inclusiv Brigada 83 Navală.
A participat la Bătălia de pe Nipru (24 august– 23 decembrie 1943), Operațiunea Iași-Chișinău (august - septembrie 1944), Operațiunea Belgrad (14 septembrie - 24 noiembrie 1944), Operațiunea Budapesta (29 octombrie 1944 - 13 februarie 1945), Operațiunea Frühlingserwachen (6 – 16 martie 1945), Operațiunea Viena (16 martie - 15 aprilie 1945). Ultima luptă a fost dată între 15 aprilie - 9 mai 1945, în operațiunea ofensivă Graz-Amstetten, unde a participat cu 294.760 de militari.